# Агенти Щ.И.Т.
«Агенти Щ.И.Т.» (англ. Agents of S.H.I.E.L.D.) — американський телесеріал, створений Джоссом Відоном і заснований на коміксах компанії Marvel про вигадану організацію, що займається боротьбою зі злочинністю. Прем'єра серіалу в США відбулась 24 вересня 2013 року. 
Історія починається з того, що агент Філ Колсон (Кларк Грегг), вижив після подій фільму «Месники», працює у Щ.И.Т.і разом із новою командою.
Розробка проєкту почалася влітку 2012 року, а в кінці серпня канал ABC дозволив зйомки пілотної серії. Серіал вийшов на ABC і транслюється по вівторках о 8 годині вечора, він став лідером показів з 24 вересня 2013 року. Прем'єра поставила рейтинговий рекорд, ставши найбільш потужним стартом для драматичного серіалу на широкомовному телебаченні з 2009 року. 10 жовтня 2013 року, незважаючи на стрімке падіння рейтингів після пілота, ABC продовжив серіал на повний сезон з двадцяти двох епізодів. 8 травня 2014 року серіал був продовжений на другий сезон, одночасно із замовленням драми «Агент Картер». 23 вересня 2014 року розпочався показ другого сезону. 7 травня 2015 року серіал був продовжений на третій сезон, який стартував 29 вересня. 3 березня 2016 року серіал був продовжений на четвертий сезон. 11 травня 2017 року серіал був продовжений на п'ятий сезон. 14 травня 2018 року серіал було продовжено на шостий сезон в якому буде 13 серій. 16 листопада 2018 року серіал продовжили на сьомий сезон. 18 липня 2019 року на «San Diego Comic-Con» було оголошено що сьомий сезон буде останнім для серіалу. 
13 грудня 2016 року відбувся вихід вебсеріалу «Агенти Щ.И.Т.: Йо-Йо» з шести епізодів, що є спін-оффом «Агентів Щ.И.Т.».

## Синопсис
Агент Філ Колсон набирає спеціальну групу для боротьби зі злочинністю після подій фільму «Месники». Новоспеченій команді доведеться не тільки зійтись в оперативній, а також дослідницькій роботі, але й зійтись характерами в «єдине ціле», щоб дати відсіч усім ворогам організації Щ.И.Т.

## Актори та персонажі
— головна роль в сезоні
     — другорядна роль в сезоні
     — гостьова роль в сезоні
     — другорядна роль в сезоні, зіграна іншим актором або створена за допомогою спецефектів.
     — не з'являється

### Головні герої
| Актор                 | Персонаж                | Поява в сезонах | Поява в сезонах | Поява в сезонах | Поява в сезонах | Поява в сезонах | Поява в сезонах | Поява в сезонах | Поява в сезонах | Поява в сезонах |
| Актор                 | Персонаж                | 1               | 2               | 3               | 4               | 5               | 6               | 7               | Епізоди         |                 |
| --------------------- | ----------------------- | --------------- | --------------- | --------------- | --------------- | --------------- | --------------- | --------------- | --------------- | --------------- |
| Кларк Грегг           | Філ Колсон              | 22              | 22              | 22              | 22              | 22              | 4               |                 | 114             |                 |
| Кларк Грегг           | Сардж / Пачакутік       |                 |                 |                 |                 |                 | 12              |                 | 12              |                 |
| Кларк Грегг           | ЖМЛ Хроніком Філ Колсон |                 |                 |                 |                 |                 | 1               | 13              | 13              |                 |
| Мінг-На Вен           | Мелінда Мей             | 22              | 22              | 21              | 22              | 22              | 12              | 13              | 13              |                 |
| Бретт Далтон          | Ґрант Ворд              | 22              | 14              | 7               | 4               |                 |                 |                 | 47              |                 |
| Бретт Далтон          | Вулик                   |                 |                 | 11              |                 | 1               |                 |                 | 12              |                 |
| Хлоя Беннет           | Дейзі «Скай» Джонсон    | 22              | 22              | 22              | 22              | 22              | 13              | 12              | 135             |                 |
| Ієн де Кестекер       | Леопольд Фітц           | 22              | 22              | 22              | 22              | 19              | 12              | 3               | 122             |                 |
| Елізабет Генстридж    | Джемма Сіммонс          | 22              | 22              | 22              | 22              | 22              | 12              | 13              | 135             |                 |
| Генрі Сіммонс         | Альфонсо «Мак» Маккензі |                 | 22              | 19              | 21              | 22              | 12              | 13              | 109             |                 |
| Нік Блад              | Ленс Гантер             |                 | 22              | 12              |                 | 1               |                 |                 | 35              |                 |
| Едріанн Палікі        | Барбара Морс            |                 | 18              | 12              |                 |                 |                 |                 | 30              |                 |
| Люк Мітчелл           | Лінкольн Кемпбелл       |                 | 7               | 18              |                 |                 |                 |                 | 25              |                 |
| Джон Ганна            | Голден Редкліфф         |                 |                 | 5               | 17              |                 |                 |                 | 22              |                 |
| Наталія Кордова-Баклі | Єлена Родріґес / Йо-Йо  |                 |                 | 5               | 9               | 22              | 12              | 13              | 61              |                 |
| Джефф Ворд            | Дік Шоу                 |                 |                 |                 |                 | 19              | 8               | 13              | 40              |                 |
| Всього епізодів       | Всього епізодів         | 22              | 22              | 22              | 22              | 22              | 13              | 13              | 136             |                 |

- Роль Гранта Ворда в дитинстві виконав Трентон Роджерс, а в юності Остін Лайон.
- Едріанн Палікі приєдналася до основного складу в 11 серії 2 сезону.
- У 5 сезоні Альвіус був створений за допомогою комп'ютерної графіки.
- Роль Джемми Сіммонс в дитинстві виконала Ава Мірей.
- Роль Єлени Родрігес в дитинстві виконала Софія Рейб-Мартінес.

### Другорядні персонажі
| Актор                   | Персонаж                           | Поява в сезонах | Поява в сезонах | Поява в сезонах | Поява в сезонах | Поява в сезонах | Поява в сезонах | Поява в сезонах | Поява в сезонах |
| Актор                   | Персонаж                           | 1               | 2               | 3               | 4               | 5               | 6               | 7               | Епізоди         |
| ----------------------- | ---------------------------------- | --------------- | --------------- | --------------- | --------------- | --------------- | --------------- | --------------- | --------------- |
| Дж. Аугуст Річардс      | Майк Пітерсон / Детлок             | 8               | 3               |                 |                 | 1               |                 |                 | 12              |
| Девід Конрад            | Іен Куінн                          | 7               |                 |                 |                 | 1               |                 |                 | 8               |
| Рут Негга               | Рейна                              | 6               | 11              |                 |                 | 1               |                 |                 | 18              |
| Саффрон Берроуз         | Вікторія Хенд                      | 4               |                 |                 |                 |                 |                 |                 | 6               |
| Ракеле Шанк             | Вікторія Хенд                      |                 |                 |                 |                 |                 |                 | 2               | 6               |
| Максимиліан Осінскі     | Девіс                              | 1               |                 |                 | 11              | 8               | 6               |                 | 26              |
| Максимиліан Осінскі     | ЖМЛ Девіс                          |                 |                 |                 |                 |                 |                 | 1               | 1               |
| Кристин Адамс           | Анна Вівер                         | 2               | 7               |                 |                 |                 |                 |                 | 9               |
| Білл Пекстон            | Джон Гаррет / Ясновидець           | 6               |                 |                 |                 |                 |                 |                 | 9               |
| Джеймс Пекстон          | Джон Гаррет / Ясновидець           |                 |                 |                 |                 |                 |                 | 3               | 9               |
| Би Джей Брітт           | Антуан Триплетт                    | 8               | 10              |                 | 3               |                 |                 |                 | 21              |
| Едріан Пасдар           | Гленн Телбот / Гравітон            | 2               | 6               | 4               | 4               | 8               |                 |                 | 24              |
| Петтон Освальт          | Ерік Кьоніг                        | 2               |                 |                 |                 |                 |                 |                 | 2               |
| Петтон Освальт          | Біллі Кьоніг                       | 1               | 4               |                 | 1               |                 |                 |                 | 5               |
| Петтон Освальт          | Сем Кьоніг                         |                 | 3               |                 | 1               |                 |                 |                 | 4               |
| Петтон Освальт          | Турстон Кьоніг                     |                 |                 |                 | 1               |                 |                 |                 | 1               |
| Петтон Освальт          | Ернест Хазард Кьоніг               |                 |                 |                 |                 |                 |                 | 2               | 2               |
| Кайл Маклаклен          | Келвін «Забо» Джонсон              | 1               | 13              |                 |                 |                 |                 |                 | 14              |
| Рід Даймонд             | Деніел Вайтхолл / Вернер Райнхардт |                 | 7               | 1               |                 | 1               |                 |                 | 9               |
| Саймон Кассіанідіс      | Суніл Бакши                        |                 | 11              |                 | 1               |                 |                 |                 | 12              |
| Брайан Патрік Уейд      | Карл Кріл / Поглинач               |                 | 2               | 1               |                 | 6               |                 |                 | 9               |
| Майя Стоян              | Кара Паламас / Агент 33            |                 | 8               |                 |                 |                 |                 |                 | 8               |
| Дічен Лакмен            | Джайїн Джонсон                     |                 | 9               |                 |                 |                 |                 | 2               | 11              |
| Джеймі Гарріс           | Гордон                             |                 | 11              |                 |                 |                 |                 |                 | 13              |
| Фін Аргус               | Гордон                             |                 |                 |                 |                 |                 |                 | 2               | 13              |
| Блер Андервуд           | Леш                                |                 | 3               | 7               |                 |                 |                 |                 | 10              |
| Меттью Вілліг           | Леш                                |                 |                 | 6               |                 | 1               |                 |                 | 7               |
| Едвард Джеймс Олмос     | Роберт Гонзалес                    |                 | 5               |                 |                 |                 |                 |                 | 5               |
| Марк Аллан Стюарт       | Олівер                             |                 | 5               |                 |                 |                 |                 |                 | 5               |
| Браян Ван Голт          | Себастьян Дерік                    |                 | 2               |                 |                 |                 |                 |                 | 2               |
| Алісія Вела Бейлі       | Аліша Вайтлі                       |                 | 3               | 3               |                 |                 |                 |                 | 6               |
| Дез Кроуфорд            | Кібо                               |                 | 1               | 4               |                 |                 |                 |                 | 5               |
| Констанс Зіммер         | Розалінд Прайс                     |                 |                 | 8               |                 |                 |                 |                 | 8               |
| Ендрю Говард            | Лютер Бенкс                        |                 |                 | 6               |                 |                 |                 |                 | 6               |
| Хуан Пабло Раба         | Джоуї Гутьєррес                    |                 |                 | 6               |                 |                 |                 |                 | 6               |
| Спенсер Тріт Кларк      | Вернер фон Штрукер                 |                 |                 | 4               |                 | 4               |                 |                 | 8               |
| Марк Дакаскос           | Гієра                              |                 |                 | 11              |                 |                 |                 |                 | 11              |
| Лола Глодіні            | Поллі Гінтон                       |                 |                 | 2               |                 | 5               |                 |                 | 7               |
| Аксл Уайтхед            | Джей Ті Джеймс / Пекельне полум'я  |                 |                 | 6               | 1               |                 |                 |                 | 7               |
| Джоел Кортні            | Натаніель Малік                    |                 |                 | 1               |                 |                 |                 |                 | 10              |
| Томас Е. Салліван       | Натаніель Малік                    |                 |                 |                 |                 |                 |                 | 9               | 10              |
| Бріана Венскус          | Пайпер                             |                 |                 | 1               | 5               | 6               | 7               | 2               | 21              |
| Лексі Колкер            | Робін Хінтон                       |                 |                 | 1               |                 | 7               |                 |                 | 8               |
| Меллорі Дженсен         | АІДА «Офелія» / Мадам Гідра        |                 |                 | 1               | 19              |                 |                 |                 | 20              |
| Меллорі Дженсен         | Агнес Кітсуорт                     |                 |                 |                 | 2               |                 |                 |                 | 2               |
| Габріель Луна           | Роббі Рейес / Примарний гонщик     |                 |                 |                 | 10              |                 |                 |                 | 10              |
| Лоренцо Джеймс Генрі    | Гейб Рейес                         |                 |                 |                 | 4               |                 |                 |                 | 4               |
| Лілли Бердселл          | Люсі Бавер                         |                 |                 |                 | 5               |                 |                 |                 | 5               |
| Рікардо Вокер           | Прінс                              |                 |                 |                 | 6               |                 |                 |                 | 6               |
| Джейсон О’Мара          | Джеффрі Мейс / Патріот             |                 |                 |                 | 14              |                 |                 |                 | 14              |
| Парміндер Награ         | Еллен Надір                        |                 |                 |                 | 5               |                 |                 |                 | 5               |
| Патрік Кавана           | Берроуз                            |                 |                 |                 | 12              |                 |                 |                 | 12              |
| Хосе Сун'їга            | Елай Морроу                        |                 |                 |                 | 5               |                 |                 |                 | 5               |
| Зак Макгоун             | Антон Іванов                       |                 |                 |                 | 7               | 2               |                 |                 | 9               |
| Джордан Рівера          | Хоуп Маккензі                      |                 |                 |                 | 5               |                 |                 |                 | 5               |
| Джоел Стоффер           | Інок                               |                 |                 |                 | 1               | 7               | 9               | 9               | 26              |
| Домінік Рейнс           | Касіус                             |                 |                 |                 |                 | 8               |                 |                 | 8               |
| Флоренс Фейвр           | Сінара                             |                 |                 |                 |                 | 8               |                 |                 | 8               |
| Ів Гарлоу               | Тесс                               |                 |                 |                 |                 | 5               |                 |                 | 5               |
| Прюїтт Тейлор Вінс      | Грілл                              |                 |                 |                 |                 | 4               |                 |                 | 4               |
| Кой Стюарт              | Флінт                              |                 |                 |                 |                 | 6               | 2               | 2               | 9               |
| Кетрін Дент             | Хейл                               |                 |                 |                 |                 | 10              |                 |                 | 10              |
| Дав Камерон             | Рубі                               |                 |                 |                 |                 | 6               |                 |                 | 6               |
| Пітер Менса             | Ковас                              |                 |                 |                 |                 | 6               |                 |                 | 6               |
| Вінстон Джеймс Френсіс  | Джако                              |                 |                 |                 |                 |                 | 7               |                 | 7               |
| Брук Вільямс            | Сніжинка                           |                 |                 |                 |                 |                 | 7               |                 | 7               |
| Метью О'Лірі            | Пакс                               |                 |                 |                 |                 |                 | 6               |                 | 6               |
| Баррі Шабака Генлі      | Маркус Бенсон                      |                 |                 |                 |                 |                 | 5               |                 | 5               |
| Крістофер Джеймс Бейкер | Малачі                             |                 |                 |                 |                 |                 | 6               |                 | 6               |
| Кароліна Видра          | Айзел                              |                 |                 |                 |                 |                 | 7               |                 | 7               |
| Тобайас Джелінек        | Люк                                |                 |                 |                 |                 |                 |                 | 6               | 6               |
| Даррен Барнет           | Вілфред «Фредді» Малік             |                 |                 |                 |                 |                 |                 | 2               | 4               |
| Ніл Бледсо              | Вілфред «Фредді» Малік             |                 |                 |                 |                 |                 |                 | 2               | 4               |
| Тамара Тейлор           | Сібіл                              |                 |                 |                 |                 |                 |                 | 5               | 5               |
| Даян Доан               | Кора                               |                 |                 |                 |                 |                 |                 | 6               | 6               |
| Всього епізодів         | Всього епізодів                    | 22              | 22              | 22              | 22              | 22              | 13              | 13              | 136             |

- У 1 сезоні роль Келвіна Забо виконав невідомий дублер.
- У 2 сезоні роль юного Гордона виконав Філіп Лейбс, а в 7 сезоні Фін Аргус.
- У 3 сезоні роль Натаніеля Маліка виконав Джоел Кортні.
- У 3 сезоні роль Робін виконала невідома актриса.
- У 3 сезоні АІДУ озвучила Аманда Рі.
- Роль 12-річної Робін виконала Ава Колкер, а 73-річної Віллоу Гейл.
- У 5 сезоні Леш був створений за допомогою комп'ютерної графіки.
- Роль юної Хейл виконала Алісса Джіррелс.

### Кросмедійні актори і персонажі КВМ
| Актор                 | Персонаж                    | Поява в сезонах | Поява в сезонах | Поява в сезонах | Поява в сезонах | Поява в сезонах | Поява в сезонах | Поява в сезонах | Поява в сезонах |
| Актор                 | Персонаж                    | 1               | 2               | 3               | 4               | 5               | 6               | 7               | Епізоди         |
| --------------------- | --------------------------- | --------------- | --------------- | --------------- | --------------- | --------------- | --------------- | --------------- | --------------- |
| Кобі Смолдерс         | Марія Гілл                  | 2               | 1               |                 |                 |                 |                 |                 | 3               |
| Семюел Лірой Джексон  | Нік Ф'юрі                   | 2               |                 |                 |                 |                 |                 |                 | 2               |
| Джош Коудері          | Тайлер                      | 1               |                 |                 |                 |                 |                 |                 | 1               |
| Тітус Веллівер        | Фелікс Блейк                | 2               |                 | 1               |                 |                 |                 |                 | 3               |
| Максиміліано Ернандес | Джаспер Сітвелл             | 3               |                 |                 |                 | 1               |                 |                 | 4               |
| Джеймі Александер     | Леді Сіф                    | 1               | 1               |                 |                 |                 |                 |                 | 2               |
| Гейлі Етвел           | Пеггі Картер                |                 | 2               |                 |                 |                 |                 |                 | 2               |
| Ніл Макдонаф          | Дум-Дум Дуган               |                 | 1               |                 |                 |                 |                 |                 | 1               |
| Кеннет Чой            | Джим Моріта                 |                 | 1               |                 |                 |                 |                 |                 | 1               |
| Генрі Гудман          | Лист                        |                 | 3               |                 |                 |                 |                 |                 | 3               |
| Вільям Седлер         | Меттью Еллес                |                 |                 | 3               |                 |                 |                 |                 | 3               |
| Пауерс Бут            | Гідеон Малік                |                 |                 | 11              |                 |                 |                 | 1               | 12              |
| Джоуї Дефо            | Барон Вольфганг фон Штрукер |                 |                 |                 |                 | 1               |                 |                 | 1               |
| Енвер Джокай          | Деніел Суза                 |                 |                 |                 |                 |                 |                 | 10              | 10              |
| Всього епізодів       | Всього епізодів             | 22              | 22              | 22              | 22              | 22              | 13              | 13              | 136             |

- Роль молодого Гідеона Маліка виконав Камерон Палатас[en].
- У п'ятому сезоні роль молодого Джаспера Сітвелла виконав Адам Фейсон.
- У КВМ роль Барона Вольфганга фон Штрукера виконав Томас Кречман. У серіалі з'явилася тільки молода версія персонажа у виконанні Джоуї Дефо.

## Список епізодів
| Сезон | Епізоди | Епізоди | Оригінальний показ | Оригінальний показ |
| Сезон | Епізоди | Епізоди | Перший показ       | Останній показ     |
| ----- | ------- | ------- | ------------------ | ------------------ |
| 1     | 22      | 22      | 24 вересня 2013    | 13 травня 2014     |
| 2     | 22      | 22      | 23 вересня 2014    | 12 травня 2015     |
| 3     | 22      | 22      | 29 вересня 2015    | 17 травня 2016     |
| 4     | 22      | 22      | 20 вересня 2016    | 16 травня 2017     |
| 5     | 22      | 22      | 1 грудня 2017      | 18 травня 2018     |
| 6     | 13      | 13      | 19 травня 2019     | 2 серпня 2019      |
| 7     | 13      | 13      | 27 травня 2020     | 12 серпня 2020     |

## Виробництво
У серпні 2009 року The Walt Disney Company, що володіє ABC, придбала Marvel Entertainment за $4 мільярди та незабаром генеральний директор Disney оголосив про свої плани запустити медіа — франшизу в тому числі на телебаченні. Після декількох невдалих спроб зі сценаріями для телеверсій рядів коміксів, нарешті, в липні 2012 року Marvel Television вступив у співпрацю з ABC з метою зробити телешоу про «Кінематографічний всесвіт Marvel». Планів про якийсь конкретний комікс не було і вся ідея зводилася до сценарію поліціянт шоу з «високою концепцією».
У серпні 2012 року було оголошено, що режисер фільму «Месники» Джосс Відон є автором розробки, одним з виконавчих продюсерів, а також режисером пілотного епізоду серіалу.

## Кастинг
У жовтні 2012 року розпочався відкритий кастинг на регулярні ролі. Пізніше в тому ж місяці було оголошено, що Кларк Грегг повторить свою роль Філа Колсона. В кінці місяця Мінг-На Вен приєдналася до пілота в ролі агента Мелінди Мей, першокласного пілота та експерта з озброєння. Чотири інші регулярні ролі отримали актори Елізабет Генстридж, Ієн де Кестекер, Бретт Далтон і Хлоя Беннет.